# Gabriela Capová
Gabriela Capová (* 8. října 1993 Ostrava) je bývalá česká reprezentantka v alpském lyžování.

## Kariéra
Gabriela Capová závodí pro Ski Team Ostrava. Na Zimních olympijských hrách 2018 v Pchjongčchangu se podílela na 9. místě v soutěži smíšených družstev a skončila na 29. místě v obřím slalomu. V roce 2018 se rovněž stala mistryní republiky v obřím slalomu. Na Mistrovství světa 2019 ve švédském Åre obsadila 21. místo ve slalomu.